# ミナモトカズキ
ミナモト カズキ は、日本の漫画家、イラストレーター。血液型はO型。男性。
秋田書店『恋愛LoveMAX』や、宙出版『Young Love Comic aya』、WEBコミックは白泉社『Love Silky』や、徳間書店『月刊COMICリュウ』などで執筆している。

## 略歴
- 2008年、リンクスタッフWEB上にて『YESな男〜高須克弥物語〜』（全10話）を連載。
- 2009年、『恋愛CherryPINK』に読み切り作品「シガレット☆ダンディ」で女性向け雑誌デビュー。
- 2011年、初単行本『セクシィ☆フライト』が発売される。
- 2015年、初のWEB連載『少女漫画家のミナモトさんがカミングアウトします。』スタート。連載において自身のセクシャリティをカミングアウトする。
- 2017年、初のボーイズラブ作品『メルヘン課長とノンケ後輩くん。』WEB連載スタート。
- 2022年9月、第25回「文化庁メディア芸術祭」マンガ部門・審査委員会推薦作品に『怪獣になったゲイ』が受賞。
- 2022年10月、『壁サー同人作家の猫屋敷くんは承認欲求をこじらせている』（以下、『壁こじ』）テレビドラマ化（ミナモト自身もカメオ出演）[1]。
- 2022年11月、Youtubeの「2すとりーと（セカンドストリート）」チャンネルの動画に出演（初のYouTube出演）。テレビドラマ『壁こじ』の宣伝も兼ねて、同じセクシャリティでもある「2すとりーと」（たつや・ゆうき）とトークを披露。
- 2022年11月、AuDeeのラジオ番組『松岡広大のDressing Park』に出演（初のラジオ番組出演）。テレビドラマ『壁こじ』の宣伝も兼ねて、主演の松岡広大とトークを展開する（計2回出演）。
- 2022年12月、テレビドラマ『壁こじ』クリスマスファンミーティングにスペシャルゲストとして出演。ドラマ主要キャストの松岡広大、中尾暢樹、立石俊樹、木原瑠生とゲームコーナーに登場。
- 2023年2月、AuDeeにて初の冠番組（ラジオ番組）となる『漫画家ミナモトカズキの「毎日がド修羅場まんが道」』放送スタート（隔週火曜日に最新回配信）。
- 2023年9月、『怪獣になったゲイ』のフランス語版が出版。台湾、アメリカに続き、3か国目となる。

## 人物
田亀源五郎は『怪獣になったゲイ』が刊行された際に、「「この手があったか！」と驚かされた」と評価している。

## 作品リスト

### 連載
- メルヘン課長とノンケ後輩くんSeason2（NTTソルマーレ『コミックシーモア』先行配信連載中[3]）
- 壁サー同人作家の猫屋敷くんは承認欲求をこじらせている（徳間書店『月刊コミックリュウ』WEB上で連載中、2022年テレビドラマ化[4]）

### 単行本
- セクシィ☆フライト（2011年、秋田書店）
- 猛獣紳士〜スーツを脱いだら覚悟しろ〜（2011年、秋田書店）
- イケメン若社長と禁断の部屋（2012年、宙出版）
- 絶対服従プリンセス（2013年、宙出版）
- 宅配男子!!（2014年、宙出版）
- 脱がしたい男たち（2014年、白泉社）
- 乱れるメガネ（2015年、宙出版）
- 社長は令嬢のすべてを暴く（2015年、秋田書店）
- プールサイドの王子様（2015年、宙出版）
- Hな少女漫画のつくり方 片桐くんと秘密のレッスン（2016年、宙出版）
- ゲス恋 君のカラダに恋してる（2016年、ぶんか社）
- 髭とハイヒール〜42男と23女の恋物語〜（2016年、秋田書店）
- 少女漫画家のミナモトさんがカミングアウトします。（2016年、宙出版、『ネクストF』連載）
- メルヘン課長とノンケ後輩くん（2017年 - 2019年、徳間書店、『月刊COMICリュウ』連載、全4巻）
- 徳永健吾(31)のカラダは私だけのものではない（2017年、ぶんか社）
- 午前0時の失恋同好会（2018年、三交社）
- 腹黒王子な松本くん（2018年、宙出版）
- オジサマとランジェリー〜その男は天下無双のテクニシャン〜（2018年、秋田書店）
- S秘書さんとM社長さん（2019年、宙出版）
- スーツフェチリーマンの欲情（2019年、三交社）
- 紳士極道〜冷徹ヤクザはベッドで溺愛ケダモノに豹変する〜（2020年、宙出版）
- バリタチの俺がゲスリーマンなんかに掘られるわけがない（2020年、三交社）
- 壁サー同人作家の猫屋敷くんは承認欲求をこじらせている（2020年 - 、徳間書店、既刊9巻）
- 三十路ゲイ、勃たなくなりました。〜自己否定と闘った1460日〜（2021年、宙出版）
- 怪獣になったゲイ（2021年、KADOKAWA[5]）
- 俺の花婿はお前じゃない（2022年、スクウェア・エニックス、『ガンガンBLiss』連載[6]）

## 活動
2021年7月2日、配信イベント「「怪獣になったゲイ」記念『みんな自分じゃない何かになりたい？』」を開催し、トークを展開。